# トワイライトティアー
トワイライトティアー (Twilight Tear) は、アメリカ合衆国の競走馬。牝馬でありながら圧倒的な強さを誇り、1944年の獲得可能なタイトルを独占した。20世紀のアメリカ名馬100選では59位に選ばれている。

## 戦績
1943年6月25日にワシントンパーク競馬場でデビュー。順調に勝利を重ね、2歳時を6戦4勝で締めくくり、2歳チャンピオンに選出された。だが、この馬が真の力を発揮したのは翌年だった。
3歳になったトワイライトティアーは初戦こそ敗れたものの、そこから怒涛の進撃が始まる。レナートハンデキャップでは、後の名馬アームド以下に完勝し、ピムリコオークス、エイコーンステークス、コーチングクラブアメリカンオークス等を圧勝。更に同世代の二冠馬ペンシヴをも下し、世代を制圧と共に11連勝を記録した。そして11月のピムリコスペシャルステークスでは古馬最強のデヴィルダイヴァーに6馬身差をつけて勝利した。
1963年、アメリカ競馬名誉の殿堂博物館に殿堂馬として選定されている。

## 繁殖成績
- Coiner - スピアーズステークス、ポロパークハンデキャップ、ハーヴェストハンデキャップ
- A Gleam - ミレイディハンデキャップ2回、ハリウッドオークス、シネマハンデキャップ
- Bardstown - ワイドナーハンデキャップ2回

## 血統表
| トワイライトティアーの血統（テディ系 / Flying Fox 5x5=6.25%、 Amie 5x5=6.25%） | トワイライトティアーの血統（テディ系 / Flying Fox 5x5=6.25%、 Amie 5x5=6.25%） | トワイライトティアーの血統（テディ系 / Flying Fox 5x5=6.25%、 Amie 5x5=6.25%） | （血統表の出典）        | （血統表の出典） |
| 父 Bull Lea 1935 黒鹿毛                                                        | 父の父Bull Dog 1927 黒鹿毛                                                     | Teddy                                                                          | Ajax                    | Ajax             |
| 父 Bull Lea 1935 黒鹿毛                                                        | 父の父Bull Dog 1927 黒鹿毛                                                     | Teddy                                                                          | Rondeau                 |                  |
| 父 Bull Lea 1935 黒鹿毛                                                        | 父の父Bull Dog 1927 黒鹿毛                                                     | Plucky Liege                                                                   | Spearmint               | Spearmint        |
| 父 Bull Lea 1935 黒鹿毛                                                        | 父の父Bull Dog 1927 黒鹿毛                                                     | Plucky Liege                                                                   | Concertina              |                  |
| 父 Bull Lea 1935 黒鹿毛                                                        | 父の母Rose Leaves 1916 黒鹿毛                                                  | Ballot                                                                         | Voter                   | Voter            |
| 父 Bull Lea 1935 黒鹿毛                                                        | 父の母Rose Leaves 1916 黒鹿毛                                                  | Ballot                                                                         | Cerito                  |                  |
| 父 Bull Lea 1935 黒鹿毛                                                        | 父の母Rose Leaves 1916 黒鹿毛                                                  | Colonial                                                                       | Trenton                 | Trenton          |
| 父 Bull Lea 1935 黒鹿毛                                                        | 父の母Rose Leaves 1916 黒鹿毛                                                  | Colonial                                                                       | Thankful Blossom        |                  |
| 母 Lady Lark 1934 鹿毛                                                         | 母の父Blue Larkspur 1926 鹿毛                                                  | Black Servant                                                                  | Black Toney             | Black Toney      |
| 母 Lady Lark 1934 鹿毛                                                         | 母の父Blue Larkspur 1926 鹿毛                                                  | Black Servant                                                                  | Padula                  |                  |
| 母 Lady Lark 1934 鹿毛                                                         | 母の父Blue Larkspur 1926 鹿毛                                                  | Blossom Time                                                                   | North Star              | North Star       |
| 母 Lady Lark 1934 鹿毛                                                         | 母の父Blue Larkspur 1926 鹿毛                                                  | Blossom Time                                                                   | Vaila                   |                  |
| 母 Lady Lark 1934 鹿毛                                                         | 母の母Ladana 1928 鹿毛                                                         | Lucullite                                                                      | Trap Rock               | Trap Rock        |
| 母 Lady Lark 1934 鹿毛                                                         | 母の母Ladana 1928 鹿毛                                                         | Lucullite                                                                      | Lucky Lass              |                  |
| 母 Lady Lark 1934 鹿毛                                                         | 母の母Ladana 1928 鹿毛                                                         | Adana                                                                          | Adam                    | Adam             |
| 母 Lady Lark 1934 鹿毛                                                         | 母の母Ladana 1928 鹿毛                                                         | Adana                                                                          | Mannie Himyar F-No.23-b |                  |